# Longipedia corteziensis
Longipedia corteziensis is een eenoogkreeftjessoort uit de familie van de Longipediidae. De wetenschappelijke naam van de soort is voor het eerst geldig gepubliceerd in 2001 door Gómez.